# Меморіал героїчної оборони Одеси

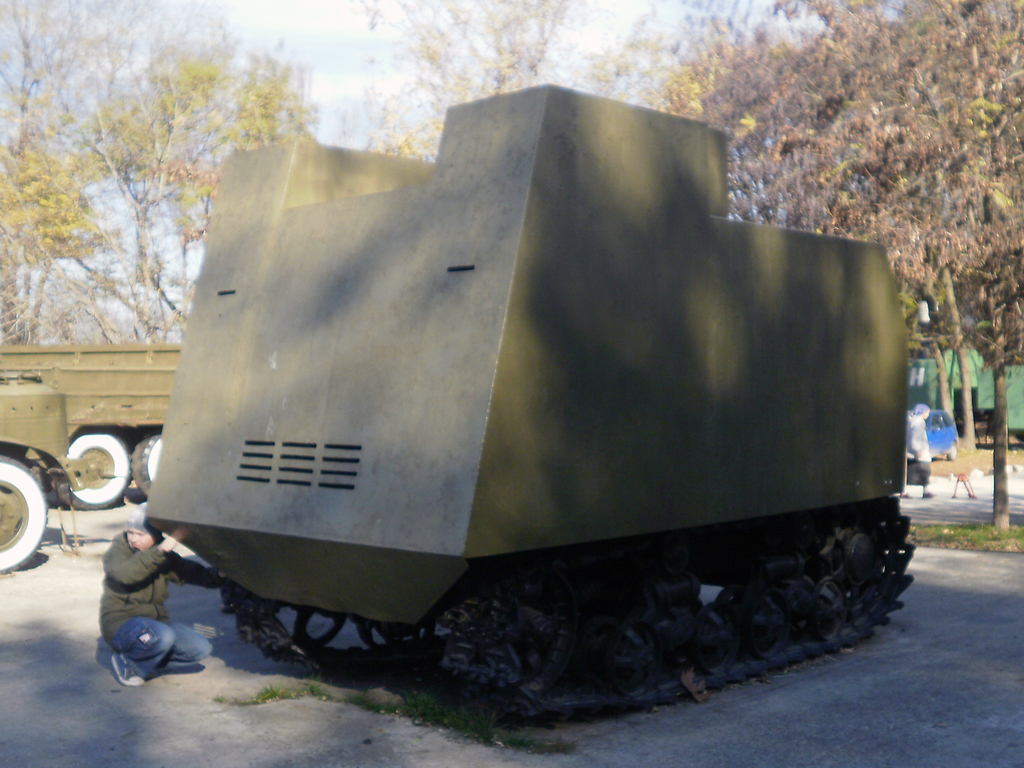
Одеський «танк» НІ-1

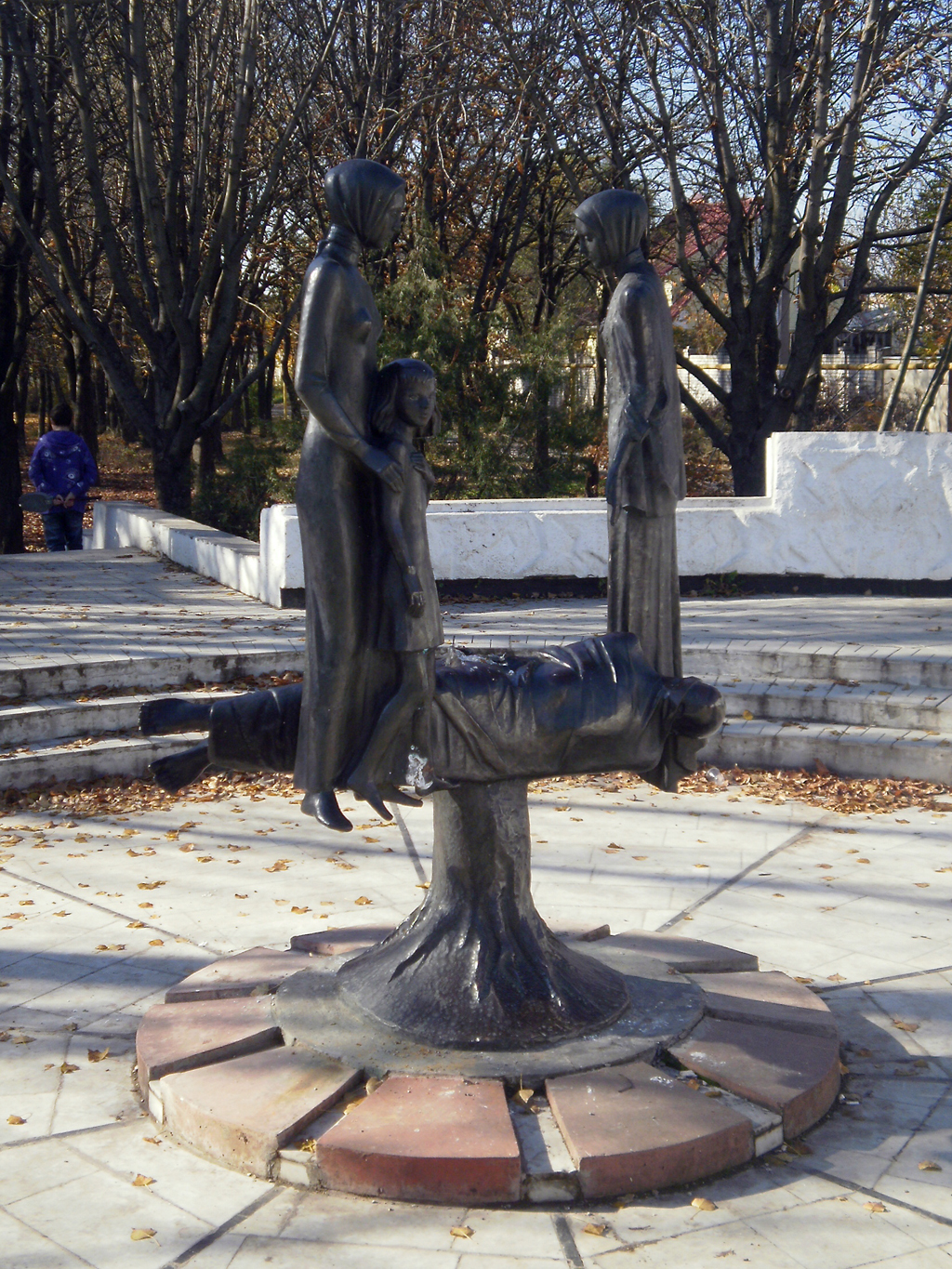
Пам'ятник на 411 батареї

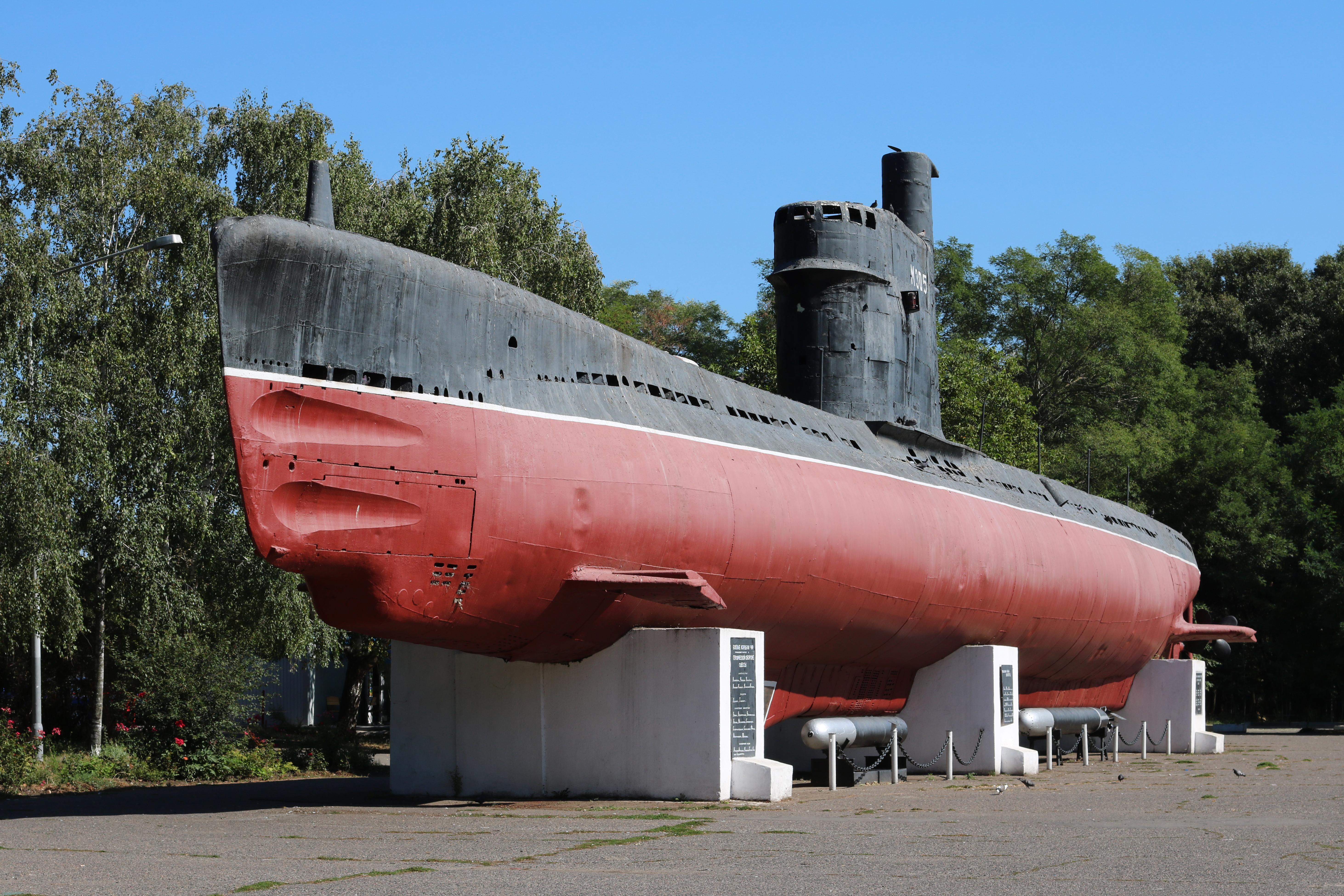
Підводний човен М-296 серії «Малютка»

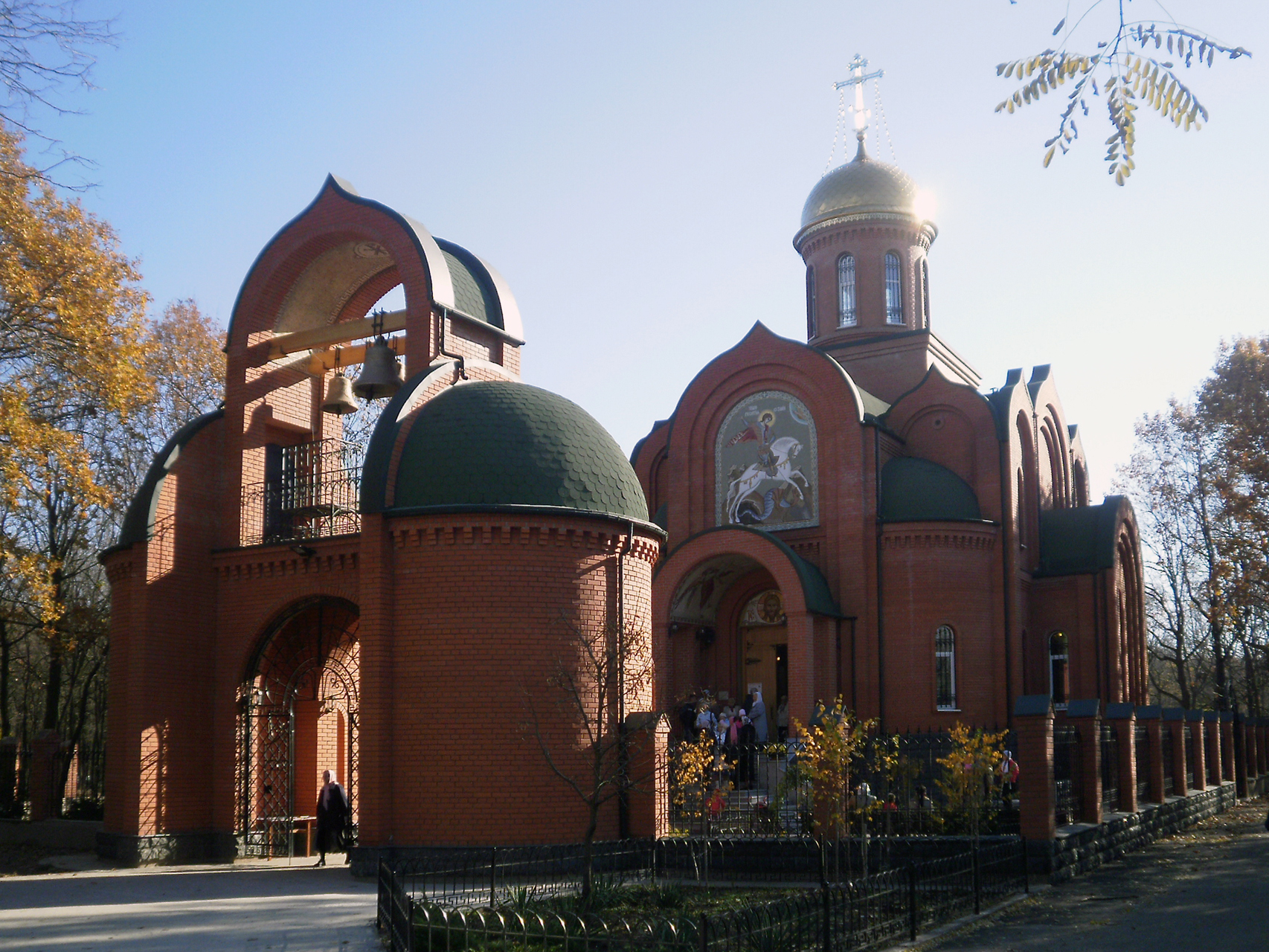
Храм Георгія Переможця на території меморіалу

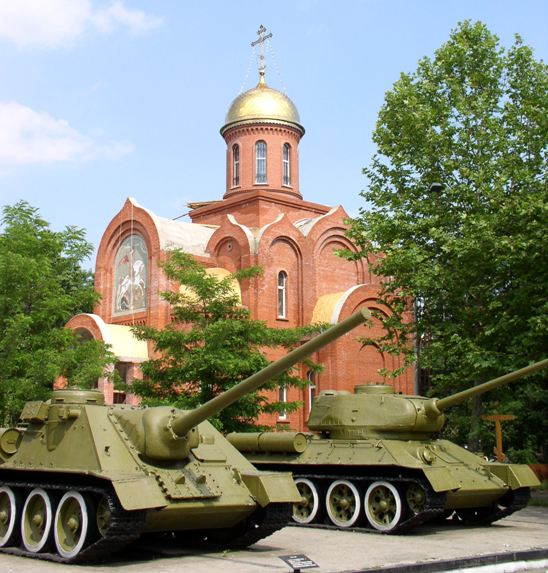
Храм Георгія Переможця на території меморіалу

Меморіал героїчної оборони Одеси 411-ї берегової батареї — меморіальний комплекс, присвячений обороні Одеси радянськими військами під час німецько-радянської війни. До складу меморіального комплексу входять музей, виставка військової техніки просто неба, батарея берегової оборони, парк. 
Меморіал героїчної оборони Одеси розташований на південній околиці Одеси.
Входить до комплексу Пояса Слави.

## Батарея під час війни
За час оборони Одеси 411-та батарея провела 220 бойових стрільб, зокрема по скупченнях живої сили і бойової техніки ворога. Було витрачено понад двохсот тисяч снарядів. З 15 на 16 жовтня 1941 року артилеристи батареї випустили 230 бойових снарядів, а о 5 ранку за наказом висадили батарею і відправилися на захист Севастополя.

## Створення меморіального комплексу
Рішенням Одеської обласної Ради народних депутатів № 381 від 28.07.1971 р. вогнева позиція батареї берегової оборони № 411 узята під державну охорону як історичне місце. 9 травня 1975 року відбулося урочисте відкриття меморіалу 411-ї батареї.
З роками меморіал став одним з улюблених місць відпочинку одеситів і місцем проведення пам'ятних заходів, пов'язаних з історією німецько-радянської війни.

## Експозиція музею
На території меморіалу просто неба розташована виставка військової техніки і озброєння армії періоду Другої Світової війни. Зокрема, тут розміщено відомий одеський «танк» НИ (рос. «На испуг»). Це звичайний трактор, обшитий протикульовою бронею (котельним залізом). Такі машини виготовлялися силами захисників оточеного міста під час оборони Одеси.
Серед експонатів, на ділянці залізничної колії стоїть бронепоїзд, аналогічний тому, які виготовлялися в дні оборони міста на заводі ім. Січневого повстання. На іншій ділянці виставлений трамвай, який в 1941 році ходив по маршруту «Одеса-фронт». Також просто неба з березня 1980 р. виставлено підводний човен «Малютка» М-296 (проект А615, заводський номер 702).
У парку навколо музею відновлена лінія оборони з окопами, землянками, бліндажами, дзотами, вогневі позиції артилерійських і мінометних батарей.
В одному з казематів батареї, де колись стояла артустановка № 2, відкритий музей.